# Aasiaat
Aasiaat (también conocida como Egedesminde) es una ciudad ubicada en el municipio de Qeqertalik, Groenlandia. Tiene una población estimada, a inicios de 2022, de 2977 habitantes.
Fue la cabecera del municipio del mismo nombre (Aasiaat Kommuneat) mientras existió, entre 1953 y 2009. 
La ubicación aproximada de la localidad es: 68°42′ N 52°52′ O. 
Aasiaat es referido a veces a como el Pueblo de las Ballenas, desde que mamíferos marinos tales como ballenas y focas son vistos comúnmente.

## Geografía

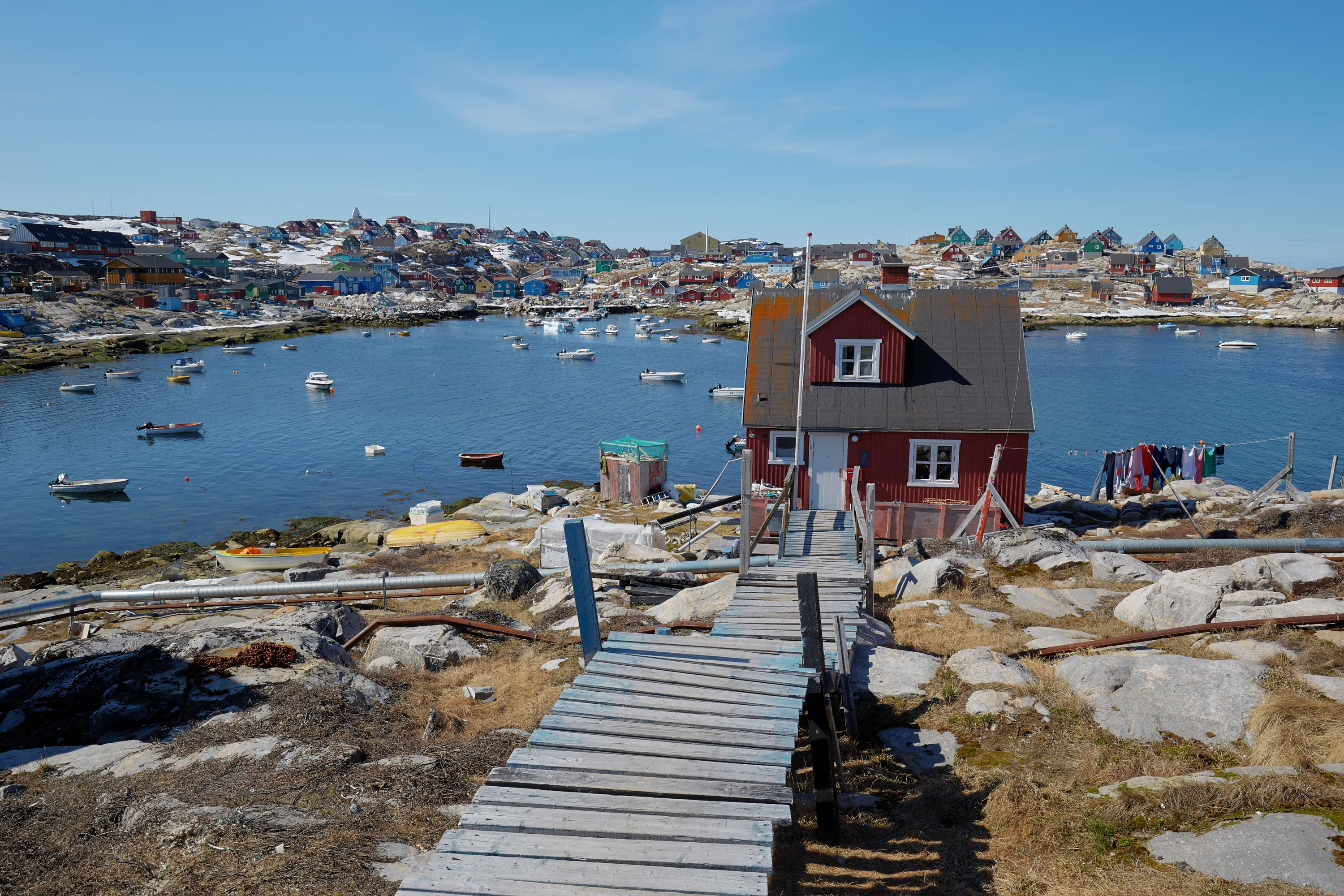
Vista de la localidad

La isla más grande del archipiélago de Aasiaat es Saqqarliup Nunaa, que está inhabitado, pero tiene edificios para acomodar a turistas. En la punta occidental de la isla esta la aldea abandonada de Manermiut. La población total del municipio estaba esparcida entre tres asentamientos (al 1 de enero de 2005): 
1. El pueblo de Aasiaat, pob. 3100 hab., en la isla homónima, justo al noroeste de Saqqarliup Nunaa.
2. La aldea de Akunnaaq (Akúnâk), población de 101 hab., en la isla del mismo nombre al noreste de Saqqarliup Nunaa, 23 km al este-noreste del pueblo de Aasiaat.
3. La aldea de Kitsissuarsuit, población de 109 hab., en la pequeña isla homoníma (en danés Hunde Ejland, para la aldea y la isla), 21 km al noroeste del pueblo de Aasiat.

Otra aldea abandonada es Vester Ejland en la isla del mismo nombre, la más occidental del archipiélago, a 29 km Oeste-Suroeste del pueblo de Aasiaat.

## Historia

### Nativos
Los estudios arqueológicos en la región han sugerido que ha habido humanos en la región que incluye Aasiaat ya en el milenio quinto a. C.. Los colonizadores modernos más tempranos datan de alrededor del año 1200; éstos eran probablemente cazadores por subsistencia. Estos habitantes cazaron focas arpa y capelin (ammassaat) cerca de la bahía de Sydøst en la primavera. En el verano, ellos se movían a Nordre Strømfjord para cazar reno y el halibut. En el otoño, las personas de la bahía de Disko volvían a casa a cazar focas arpa pequeñas. En el invierno, la bahía se helaba, y ellos cazaban narvales y ballenas Beluga. Estos primeros pobladores diseñaron y construyeron sus propios kayaques y umiaks cuando el agua corría; en el invierno, ellos utilizaban trineos.

### Colonización
El asentamiento que llegaría a ser Aasiaat fue fundado en 1759 por Niels Egede, hijo Hans Egede un misionero noruego denominado comúnmente como el Apóstol de Groenlandia. La colonia denominada Egedesminde después de él, se localizó al norte de Nordre Strømfjord, y estaba 125 km al sur de la ubicación actual de Aasiaat. El pueblo fue reubicado a su sitio actual en 1763. La mayoría de los aldeanos eran balleneros, y los microbios de viruela que ellos llevaron a la región eran perjudiciales a la población nativa, especialmente en los años de 1770. Pero para principios del siglo XIX, la población se había estabilizado y subía lentamente. Creció de 390 en el año de 1805 a 1269 en 1901.

### SigloXX
Aasiaat creció mucho durante la primera mitad del siglo XX. Durante la Segunda Guerra Mundial, el 3 de mayo de 1940, un tratado firmado en Godhavn permitió a aviones americanos de auxilio para las islas británicas sobrevolar utilizando el espacio aéreo groenlandés, islandés y escocés. Un resultado de la Segunda Guerra Mundial fue el hecho de que Dinamarca, bajo el control de la Alemania nazi, no podría mandar libremente suministros a Groenlandia; esta tarea recayó en los Estados Unidos y Canadá. Los suministros se almacenaron cerca de Aasiaat, y entonces fueron transferidos a otros pueblos de la región, tales como Uummannaq y Sisimiut.
Aasiaat ha crecido mucho desde la posguerra. Una estación meteorológica se construyó en 1942 por los norteamericanos. El bacalao, un pez económicamente popular desde la década de los 30, es capturado y mandado a una nueva fábrica para ser salado y empacado. Otros negocios aparecieron, acomodando a los recursos y el clima de la región. Este crecimiento acelerado alcanzó su clímax en los años cincuenta, cuando una central eléctrica y estación de telecomunicaciones fueron instaladas. En 1998, una nueva pista de aterrizaje fue abierta al público (previamente un helipuerto era el único recurso aérea); está cerca de una fábrica de procesamiento de camarones.

## Actividades de Aasiaat

### Economía
La pesca de camarón y cangrejos, la construcción naval, y el turismo son las actividades económicas primarias de la región.

### Educación
Aasiaat tiene cuatro escuelas: una escuela regular (Gammeqarfik), una escuela vocacional (GU Aasiaat), una escuela para los físicamente impedidos (Aadarujuk) y una escuela para músicos (la Escuela de Música de Aasiaat).

### Turismo
El área dentro y alrededor de la localidad ofrece muchas actividades turísticas, tales como kayak, esquí de fondo, trineo tirado por perros y observación de ballenas.
La ciudad dispone de un pequeño aeropuerto.